# بنفت (مستحضر تجميل)
بنفت (بالإنجليزية: Benefit Cosmetics LLC)‏ هي شركة تصنيع مستحضرات التجميل تأسست عام 1976 من قبل التوأم جان وجين فورد ومقرها في سان فرانسيسكو كاليفورنيا.

## التأسيس والإدارة
الشقيقتان التوأمتان جان وجين فورد ولدتا في ولاية إنديانا وعملتا في عرض الأزياء قبل خوضهما مجال صناعة مستحضرات التجميل وفيما بعد قادهما شغفهما العميق في أدوات ومستحضرات التجميل إلى سان فرنسيسكو، حيث المكان اللتان وجدتاه الأنسب لترجمة هذا الشغف، فافتتحتا أول محل لهما لبيع المستحضرات التجميليّة بعام 1976 حيث أسمياه “Face Place” وكان كل ما تتمنياه في أول الأمر هو فقط كسب 33 دولارا في اليوم من أجل تغطية تكلفة المحل، لكن سرعان ما لقي محلّ بيع مستحضرات التجميل الصغير الواقع في سان فرانسيسكو رواجاً كبيراً مما شجعهما على البدأ في تحضيرات العلامة التجارية الخاصة بهما وطرحها من خلال محلهما (فايس بلايس) والذي أُعيدت تسميه لاحقاً باسم «مستحضرات بنفت» وفي عام 1990 افتتح أوّل محل بنفت في المركز التجاري المشهور هنري بندل  في الولايات المتحدة، في مدينة نيويورك، وكان تركيز التوأمتان في ابتكار المستحضرات التجميلية بشكل كبير منصب على ماكياج الشفاه والوجنتين، من خلال مستحضرهم الأسطوري Benetint 2-in-1  الذي ناسب الجزئين معاً (أيّ الشفاه والوجنتين) وهو في الأصل مستحضر سائل يستخدم في توريد الشفاه والوجنتين وإعطائهم رونق ونضارة وحيوية وله أكتر من لون، وهو أيضاً نفسه المستحضر الذي كان لبداية ابتكاره قصة طريفة مع راقصة استعراضية ذهبت إلى متجر مستحضرات التجميل “Face Place” بعام لتطلب مستحضراً يعزّز لون صدرها؟ ومن هنا صمّمت الزجاجة الأولى لمستحضر "Rose Tint" لراقصة استعراضية من سان فرانسيسكو بعام 1977. وبعد بضع سنوات لاحقا، أطلق عليه اسم Benetint 2 in 1.
وفي عام 2008 ضمت ماغي وآني، ابنتي الأختين مؤسستي بنفت جين وجاين فورد رسميًا إلى فريق بنفت.

## أهم الأحداث

### زيارة الأميرة ديانا
عبرت بنفت المحيط في عام 1997 لافتتاح محل في هارودز في لندن. ولكن ما لم تتوقعه التوأمتان جين وجاين وهو أنهما ستتفاجأتان بزيارة الأميرة ديانا يوم افتتاح أول فرع لعلامتهما التجارية بعاصمة المملكة المتحدة، وهو ما يعد نقلة نوعية لبنفت زادت بالفعل من نجاحها ورواجها.

### موسوعة جينيس
في عام 2012 لفتت بنفت التي ذاع صيتها بفضل إنجازاتها المبتكرة في عالم مستحضرات التجميل والتي قامت بتنميق عدد لا يحصى من الحواجب موسوعة غينيس للأرقام القياسية بعد أن قام فريق بنفت بتنميق أكبر عدد من الحواجب في غضون ثماني ساعات. تحت شعار«من حقّ كلّ امرأة أن تحصل على حواجب مثالية».

## منتجاتها
تفرّد ابتكارات بنفت وسط المستحضرات التجميلية من الماركات الأخرى جعل اسمها مألوفاً وجماهيرياً، والمتميز في تاريخها أنّها الأولى في طرح المستحضرات في طابع من الفكاهة والمرح، من خلال تسميتهم بطريقة غريبة وغير مألوفة في الجمال مثل Dr. Feel Good Complexion Palm وStay Don’t Stray Primer وغيرهما، وهي أدوات أثبتت نتائحها الفعالة، وبراعتها في حل مختلف المشاكل التي تواجهها المرأة في هذا المجال، وتعزيز الجمال.
بنفت رسمياً تابعة لشركة «أل في أم أش» -مويت هنسي لويس فيتون-
في عام 1999 اشترت الشركة الرائدة عالميا في مجال المنتجات الفاخرة "أل في أم أش - مويت هنسي لويس فيتون" والتي تتّخذ من باريس مقرًّا لها متجر مستحضرات التجميل الخاص ببنفت وضمت العلامة التجارية بإدارة التوأمتان.

## الفروع
أصبح لدى بنفت فروع في 59 بلداً مختلفاً عبر خمس قارات. مع أكثر من 3000 طاولة حواجب و85 متجرًا حول العالم.

## المبادرات والأنشطة المجتمعية
أطلقت بنفت في عام 2015 مبادرة "Bold is beautiful" لإتباع القول بالعمل بالتعاون مع بعض المؤسسات الخيرية بهدف تمكين السيدات والفتيات ودعمهم في مجالات العمل المختلفة.

### إفطار وردي
إفطار وردي هو برنامج مكون من 6 حلقات من إنتاج ماركة بنفت عرض على موقع يوتيوب في 5 مايو 2019، يتضمن البرنامج مناقشات بين مشاهير اليوتوب حول موضوعات عديدة، مثل الأسئلة الشائعة حول الموضوعات الجريئة مثل «ما هو الجسم المثالي». شارك في البرنامج كل من نور نعيم وصفا سرور وحنداش وحنان الريمي. وفاز البرنامج في المركز الثاني بجائزة لانترن.